# 维科埃昆塞
维科埃昆塞（義大利語：Vico Equense），是意大利那不勒斯省的一个市镇。总面积29平方公里，人口20879人，人口密度720.0人/平方公里（2009年）。ISTAT代码为063086。维克艾库塞是那不勒斯湾大都会区的一部分，是一个旅游胜地，靠近前往卡普里岛的渡口、维苏威火山和庞贝古城。与其毗邻的市镇有斯塔比亚海堡、波西塔诺等。